# Curtis Kulig
Pour les articles homonymes, voir Kulig.
Curtis Kulig, né le 15 juillet 1981 à Minot, dans le Dakota du Nord, est un artiste américain dans le domaine du graffiti et de la photographie.
Il s'est fait connaitre du public pour ses séries de tags « Love Me » dans les rues de New York, ville dans laquelle il vit et travaille, ainsi que dans plusieurs autres grandes agglomérations américaines.